# Aimée & Jaguar (film)
Aimée & Jaguar è un film drammatico del 1998, tratto dal documentario Love Story a sua volta tratto da una storia vera raccontata da Erica Fischer nel romanzo storico Aimée & Jaguar e nella raccolta documentaria La breve vita dell'ebrea Felice Schragenheim.

## Trama
Lilly Wust è la moglie di un soldato del Reich tedesco impegnato sul fronte orientale e madre di quattro figli: rappresenta la perfetta donna ariana. Felice Schragenheim è invece una ragazza ebrea che vive sotto falso nome, attivamente impegnata nelle attività clandestine della Resistenza. Tra queste due donne l'amore che sboccia è più forte dell'odio che dovrebbe separarle.

## Distribuzione
Il film uscì al cinema per la prima volta l'11 febbraio 1999, mentre in Italia non è mai stato trasmesso in sala. È distribuito in DVD in lingua originale sottotitolato in italiano.

## Riconoscimenti
- Festival di Berlino 1999: Orso d'Argento Migliori Attrici;[2] Maria Schrader, Juliane Kölher.
  - Festival di Berlino 1999: Premio "Teddy" della giuria (collettivo).
- 2° Golden Globe per il miglior film straniero.